# Ryan Gosling
Ryan Thomas Gosling (ur. 12 listopada 1980 w London) – kanadyjski aktor, reżyser, scenarzysta i muzyk.

## Życiorys

### Wczesne lata
Urodził się w London w Ontario w Kanadzie w rodzinie mormonów jako syn Donny, sekretarki, i Thomasa Raya Goslinga, komiwojażera. Uczęszczał do Gladstone Public School. Naukę kontynuował w Cornwall Collegiate and Vocational School w Cornwall i w Lester B. Pearson High School w Burlington. Zainteresował się aktorstwem po obejrzeniu filmu Rambo – Pierwsza krew.

### Kariera
Ryan jako dziecko brał udział (wraz z siostrą) w lokalnych konkursach talentów. W latach 1993–1995 razem z Christiną Aguilerą i Keri Russell występował w „Klubie Myszki Mickey” produkowanym przez Disney Channel. Gdy program odwołano, Gosling grywał epizody w serialach telewizyjnych takich jak Droga do Avonlea czy Liceum na morzu. Przełomem w jego karierze była rola Herkulesa w serialu telewizji Fox Młody Herkules (1998–1999). W 2000 zagrał w filmie Boaza Yakina Tytani.
Sławę przyniosła mu rola w Fanatyku, który zdobył nagrodę jury na festiwalu w Sundance. Śmiertelna wyliczanka okazał się finansową klapą w USA, jednak rola Goslinga jako sadystycznego mordercy została doceniona przez krytyków. Aktora interesują role skomplikowanych wewnętrznie bohaterów, co zaowocowało zagraniem roli Lelanda w filmie Odmienne stany moralności, w którym wystąpili także Don Cheadle i Kevin Spacey.
W 2007 został nominowany do Oscara w kategorii najlepszy aktor za rolę Dana Dunne’a w filmie Szkolny chwyt. Dziesięć lat później otrzymał drugą nominację do Oscara oraz nagrodę Złotego Globu za rolę Sebastiana Wildera w musicalu La La Land. W 2024 został nominowany w kategorii najlepszy aktor drugoplanowy za rolę Kena w filmie Barbie. 
Gosling jest aktywnym muzykiem. Efektem fascynacji mrocznymi legendami jest album wydany w 2009 wspólnie z Zachiem Shieldsem pod szyldem Dead Man’s Bones. Skomponował część ścieżki dźwiękowej do filmu Blue Valentine (2010). Aktor jest także współwłaścicielem marokańskiej restauracji Tagine w Beverly Hills w Kalifornii. Angażuje się w akcje organizacji PETA, Invisible Children oraz Enough Project.
Jego reżyserski debiut Lost River miał swoją premierę w 2014 roku.

## Życie prywatne
W 2011 związał się z Evą Mendes. Para ma dwie córki: Esmeraldę Amadę (ur. 2014) i Amadę Lee (ur. 2016).

## Filmografia
- 1992–1996: Czy boisz się ciemności? (Are You Afraid of the Dark?) jako Jamie
- 1996: Gęsia skórka jako Greg Banks
- 1997: Frankenstein i ja (Frankenstein and Me) jako Kenny
- 1997–1998: Liceum na morzu (Breaker High) jako Sean Hanlon
- 1998: Nic dobrego dla kowboja (Nothing Too Good for a Cowboy) jako Tommy
- 1998: Młody Herkules (Young Hercules) jako Hercules
- 1999: The Unbelievables jako Josh
- 2000: Tytani (Remember the Titans) jako Alan Bosley
- 2001: Fanatyk (The Believer) jako Danny Balint
- 2002: Śmiertelna wyliczanka (Murder by Numbers) jako Richard Haywood
- 2002: The Slaughter Rule jako Roy Chutney
- 2003: Odmienne stany moralności (The United States of Leland) jako Leland P. Fitzgerald
- 2004: Pamiętnik (The Notebook) jako Noah Calhoun
- 2005: Zostań (Stay) jako Henry Letham
- 2006: Szkolny chwyt (Half Nelson) jako Dan, nauczyciel
- 2007: Słaby punkt (Fracture) jako Willy Beachum
- 2007: Miłość Larsa (Lars and the Real Girl) jako Lars Lindstrom
- 2010: Wszystko, co dobre (All Good Things) jako David Marks
- 2010: Blue Valentine jako Dean Periera
- 2011: Kocha, lubi, szanuje (Crazy, Stupid, Love) jako Jacob Palmer
- 2011: Drive jako Driver
- 2011: Idy marcowe (The Ides of March) jako Stephen Meyers
- 2012: Gangster Squad. Pogromcy mafii jako Jerry Wooters
- 2012: Drugie oblicze jako Luke
- 2013: Tylko Bóg wybacza jako Julian
- 2015: Big Short jako Jared Vennett
- 2016: La La Land jako Sebastian Wilder
- 2016: Nice Guys. Równi goście jako Holland March
- 2017: Song to Song jako BV
- 2017: Blade Runner 2049 jako K
- 2018: Pierwszy człowiek jako Neil Armstrong
- 2022: The Gray Man jako Six
- 2023: Barbie jako Ken
- 2024: Kaskader jako Colt Seavers
- 2026: Projekt Hail Mary jako Ryland Grace